# 拉旺西亚-埃佩尔西
拉旺西亚-埃佩尔西（法語：Lavancia-Epercy，法語發音：[lavɑ̃sja epɛʁsi]）是法国汝拉省的一个市镇，属于圣克洛德区。

## 地理
拉旺西亚-埃佩尔西（46°19'51"N, 5°40'46"E）面积10.56 平方千米，位于法国勃艮第-弗朗什-孔泰大區汝拉省，该省份为法国东部内陆省份，北起上索恩省，西北接科多尔省，西临索恩-卢瓦尔省，南至安省，东与杜省和瑞士接壤。
与拉旺西亚-埃佩尔西接壤的市镇（或旧市镇、城区）包括：多尔唐、尚西亚、热尔、蒙屈塞勒、沃莱圣克洛德、维里。

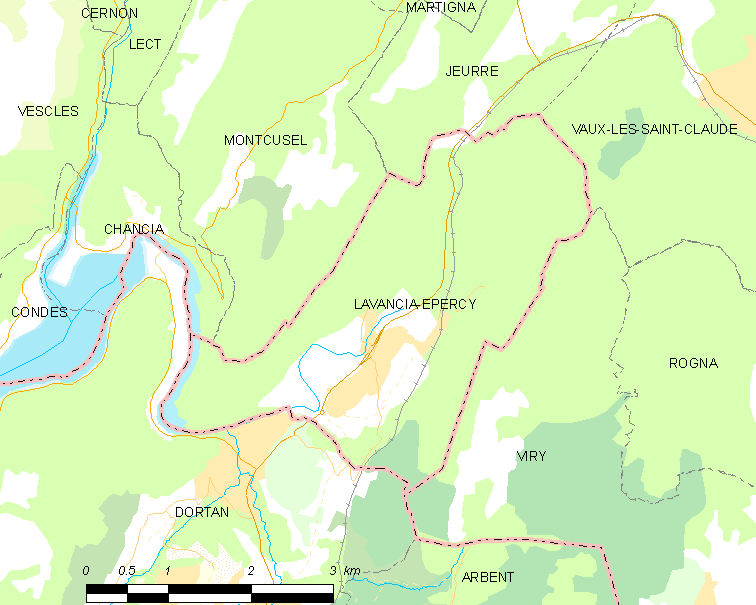
拉旺西亚-埃佩尔西的OSM定位图

拉旺西亚-埃佩尔西的时区为UTC+01:00、UTC+02:00（夏令时）。

## 行政
拉旺西亚-埃佩尔西的邮政编码为01590，INSEE市镇编码为39283。

## 政治
拉旺西亚-埃佩尔西所属的省级选区为科托迪利宗县。

## 人口

1962-2008年间拉旺西亚-埃佩尔西人口变化图示

拉旺西亚-埃佩尔西于2022年1月1日时的人口数量为618人。